# تنام قاتم الصدر
تنام قاتم الصدر (الاسم العلمي: Crypturellus boucardi) هو نوع من الطيور يتبع جنس التنام مخفي الذيل من فصيلة التنامية.